# Elisabeth Tykesson
Astrid Elisabeth Tykesson, född 8 juli 1906 i Västra Sallerup i Malmöhus län, död 23 maj 1962, var en svensk litteraturvetare, litteraturkritiker, essäist och krönikör.
Elisabeth Tykesson växte upp i Eslöv, under hennes uppväxt bodde hon på Södergatan med sin familj. Hon var dotter till skräddarmästaren Per Tykesson och Elise Henriksson. Familjen bestod också av en syster, Karin, samt en bror, Henry.
Elisabeth Tykesson blev 1942 filosofie doktor när hon disputerade i litteraturvetenskap vid Lunds universitet med sin uppmärksammade avhandling Rövarromanen och dess hjälte i svensk folkläsning. Under hennes karriär verkade hon som kritiker och essäist i flera svenska tidskrifter.  1956 blev hon ledamot av Samfundet de nio, hon satt på stol nummer 2 fram till sin död.
Den 18 mars 1957 publicerade Svenska Dagbladet en stor text av Tykesson om J.R.R. Tolkiens The Lord of the Rings, två år innan den svenska översättning lanserades. Detta var med största sannolikhet den första svenska recensionen av trilogin i en större publikation.
2003 blev Tykesson själv föremål för en avhandling då Inger Larsson disputerade i litteraturvetenskap med avhandlingen Text och tolkning i svenska författarbiografier. Elin Wägners Selma Lagerlöf, Elisabeth Tykessons Atterbom, och Fredrik Bööks Verner von Heidenstam.